# Fundació Lluita contra la Sida i les Malalties Infeccioses
La Fundació Lluita contra la Sida i les Malalties Infeccioses és una entitat sense ànim de lucre que es troba a l'Hospital Germans Trias i Pujol de Badalona (Can Ruti). Aquesta Fundació té com a objectius principals l'assistència, la recerca i la docència en el camp de la infecció per VIH.
Des de la seva seu s'ofereix assistència integral a persones amb VIH: serveis de medicina, infermeria, psicologia, dietètica, treball social, psiquiatria, ginecologia o proctologia entre d'altres. La Fundació, més enllà del servei públic ofert per la Unitat VIH de l'hospital, ha permès des dels seus inicis aquesta concentració de professionals de diverses disciplines sanitàries per donar resposta a les necessitats de les persones amb VIH en una única unitat clínica. Actualment hi atén a vora de 3.000 pacients que fan una mitja de cinc vistes anuals.

## Acció social
La Fundació fa una aposta decidida en la lluita contra l'estigma que existeix, encara avui dia, al voltant del VIH. La campanya "Donem la cara per la sida" és una aposta per la visibilitat d'aquesta infecció, contra la discriminació i per la normalització social. Des de la FLSida es realitzen nombroses accions de comunicació sota aquest lema (concurs d'espots, cursa anual, partit DKV Joventut, concert estiu,…) però sense dubte, la més significativa ha esdevingut la Gala Benèfica contra la Sida, celebrada l'1 de desembre.
El primer sopar de Gala es va celebrar l'1 de desembre de 2010 amb el suport dels ambaixadors Eugenia Silva i Miguel Bosé que recolzen la feina de la Fundació. L'amistat amb el cantant Miguel Bosé va néixer de l'estreta col·laboració en els concerts del 2008 i 2009 en el Palau de la Música que va congregar centenars de seguidors de l'artista.